# Asunción Ocotlán
Asunción Ocotlán è un comune del Messico, situato nello stato di Oaxaca.